# Phytobia luzonensis
Phytobia luzonensis är en tvåvingeart som beskrevs av Mitsuhiro Sasakawa 1996. Phytobia luzonensis ingår i släktet Phytobia och familjen minerarflugor. Inga underarter finns listade i Catalogue of Life.